# Dasylophia cana
Dasylophia cana är en fjärilsart som beskrevs av Walker 1869. Dasylophia cana ingår i släktet Dasylophia och familjen tandspinnare. Inga underarter finns listade i Catalogue of Life.